# Лилия леопардовая
Леопардовая лилия (лат. Lilium pardalinum) — цветущее луковичное многолетнее растение, вид семейства Лилейные (Liliaceae).

## Распространение
Произрастает в Орегоне, Калифорнии и Нижней Калифорнии. Предпочитает влажные места. Ареал включает места произрастания калифорнийского чапараля и лесных массивов, а также Сьерра-Неваду.

## Описание

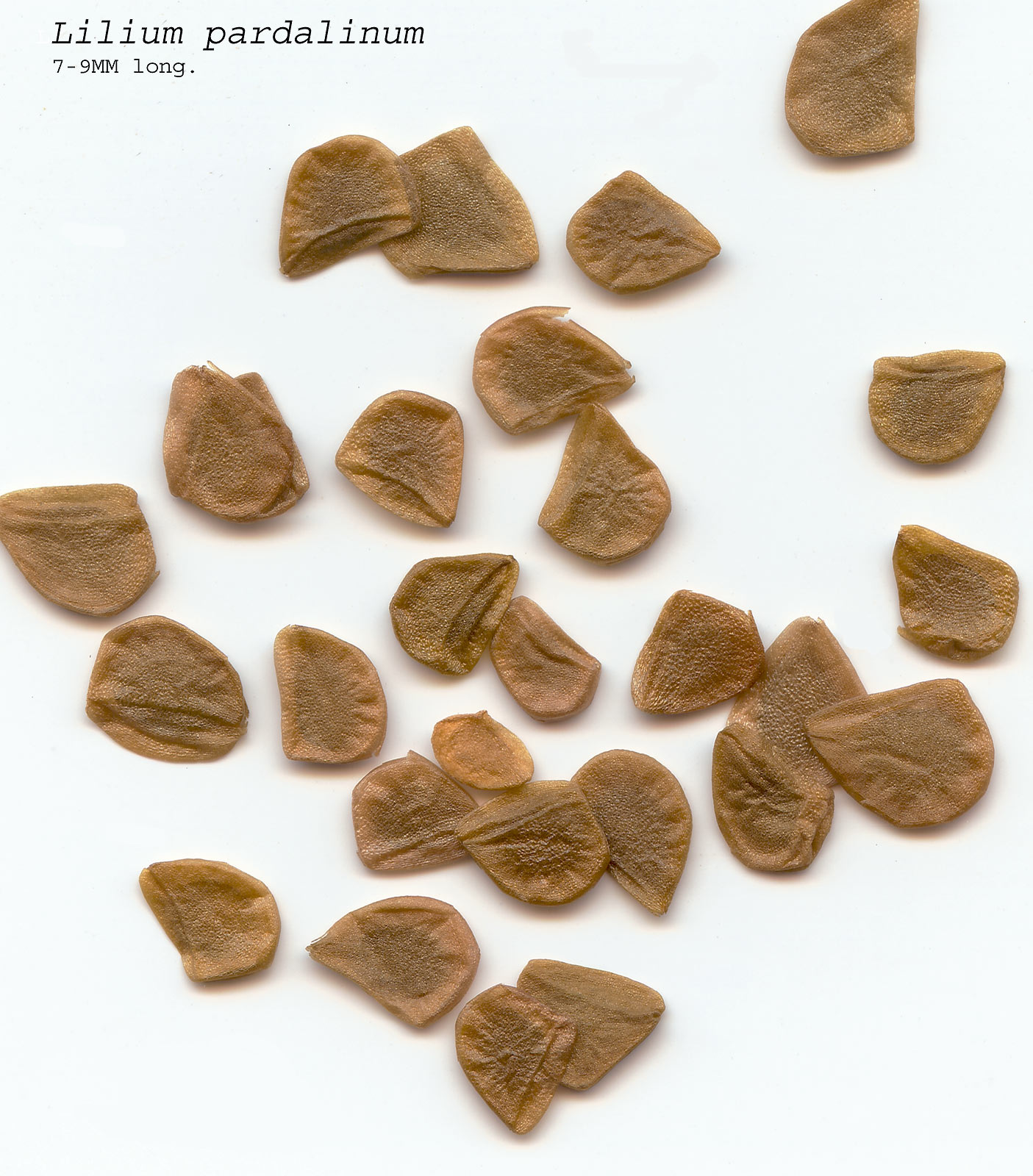
Семена лилии леопардовой

Обычно L. pardalinum вырастает примерно до 2 м высотой; самые высокие и сильные растения могут достигать 2,5 м.
Луковицы белые, корневищного типа, с мелкими чешуями, многие из них обычно собраны вместе на корневищном подвое.
В верхней части стебля располагаются от 10 до 30 крупных соцветий, каждый отдельный цветок может достигать около 15 сантиметров в диаметре.
Цветки тюрбановидные, красно-оранжевые, с многочисленными коричневыми пятнами. Расцветка сильно отогнутых наружу лепестков может охватывать всю палитру оранжевых и желтых тонов.
Цветение обычно в июле.
Подвиды

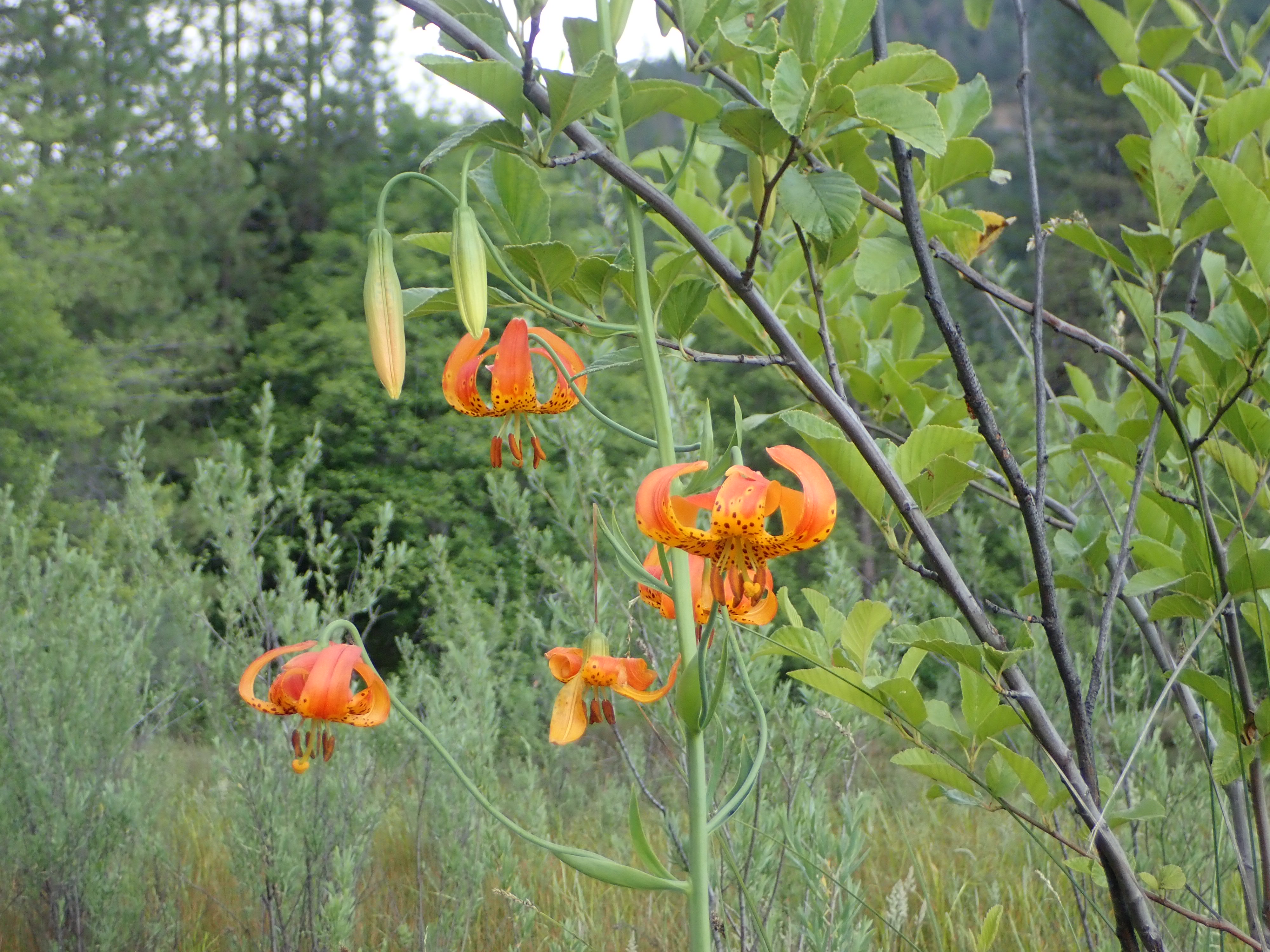
'

- Lilium pardalinum subsp. pardalinum Kellogg — леопардовая лилия, Южная Калифорния, Нижняя Калифорния,
- Lilium pardalinum subsp. pitkinense (Beane & Vollmer) Skinner — лилия Питкин Марш, Северо-западная Калифорния,
- Lilium pardalinum subsp. shastense (Eastw.) Skinner — лилия Шаста, Орегон, Северная Калифорния,
- Lilium pardalinum subsp. vollmeri (Eastw.) Skinner — лилия Фоллмера, юго-запад Орегона, северо-запад Калифорнии,
- Lilium pardalinum subsp. wigginsii (Beane & Vollmer) Skinner — лилия Виггинса, юго-запад Орегона, северо-запад Калифорнии.

Подвид лилии болотной Питкина, Lilium pardalinum subsp. pitkinense, занесен в федеральный список исчезающих видов.

## Выращивание
Lilium pardalinum выращивается в специализированных питомниках растений как декоративное растение для использования в садах с местными растениями и в садоводстве дикой природы; а также обеспечение высоты и цвета цветочной каймы и срезанных цветов.
Вид получил награду Королевского садоводческого общества «за выдающиеся садовые качества».